# Justin Sellers
Justin Ryan Sellers (né le 1er février 1986 à Bellflower, Californie, États-Unis) est un joueur de champ intérieur des White Sox de Chicago de la Ligue majeure de baseball.

## Carrière
Justin Sellers est drafté en sixième ronde par les Athletics d'Oakland en 2005. Le 2 février 2009, les Athletics échangent aux Cubs de Chicago deux joueurs évoluant en ligues mineures, soit Sellers et le voltigeur Rich Robnett, en retour du lanceur droitier Michael Wuertz. Les Dodgers de Los Angeles achètent des Cubs les droits sur Sellers le 2 avril 2009.
Le joueur d'avant-champ évolue principalement au poste d'arrêt-court dans les mineures, mais aussi au deuxième but.
Sellers fait ses débuts dans le baseball majeur le 12 août 2011 pour les Dodgers. Il réussit son premier coup sûr dans les majeures le 13 août aux dépens du lanceur Wandy Rodriguez des Astros de Houston et frappe son premier circuit le 14 août contre Jordan Lyles, également des Astros. Sellers obtient un circuit, 9 doubles et 13 points produits en plus de marquer 20 fois en 36 rencontres avec les Dodgers en 2011. En 3 ans, de 2011 à 2013, Sellers dispute 82 matchs pour Los Angeles et frappe pour ,199 de moyenne au bâton avec 47 coups sûrs, 3 circuits et 17 points produits.
Son contrat est cédé aux Indians de Cleveland le 2 mars 2014. Il ne joue que 17 parties pour ce club dans la saison qui suit. Il est transféré aux Pirates de Pittsburgh le 25 octobre 2014.
Sellers ne s'aligne qu'en ligues mineures sans jouer un match pour les Pirates, qui le 31 juillet 2015 le transfèrent aux White Sox de Chicago.